# مجلس ایالتی تورینگن
مجلس ایالتی تورینگن پارلمان ایالت فدرال تورینگن در کشور آلمان است. این مجلس در شهر ارفورت پایتخت ایالت تورینگن تشکیل جلسه می‌دهد و در حال حاضر از ۹۰ نماینده از شش حزب تشکیل شده‌است. طبق قانون اساسی ایالتی، وظایف اصلی مجلس ایالتی تصویب قوانین، انتخاب رئیس‌الوزرا و کنترل دولت تورینگن است.

## انتخابات

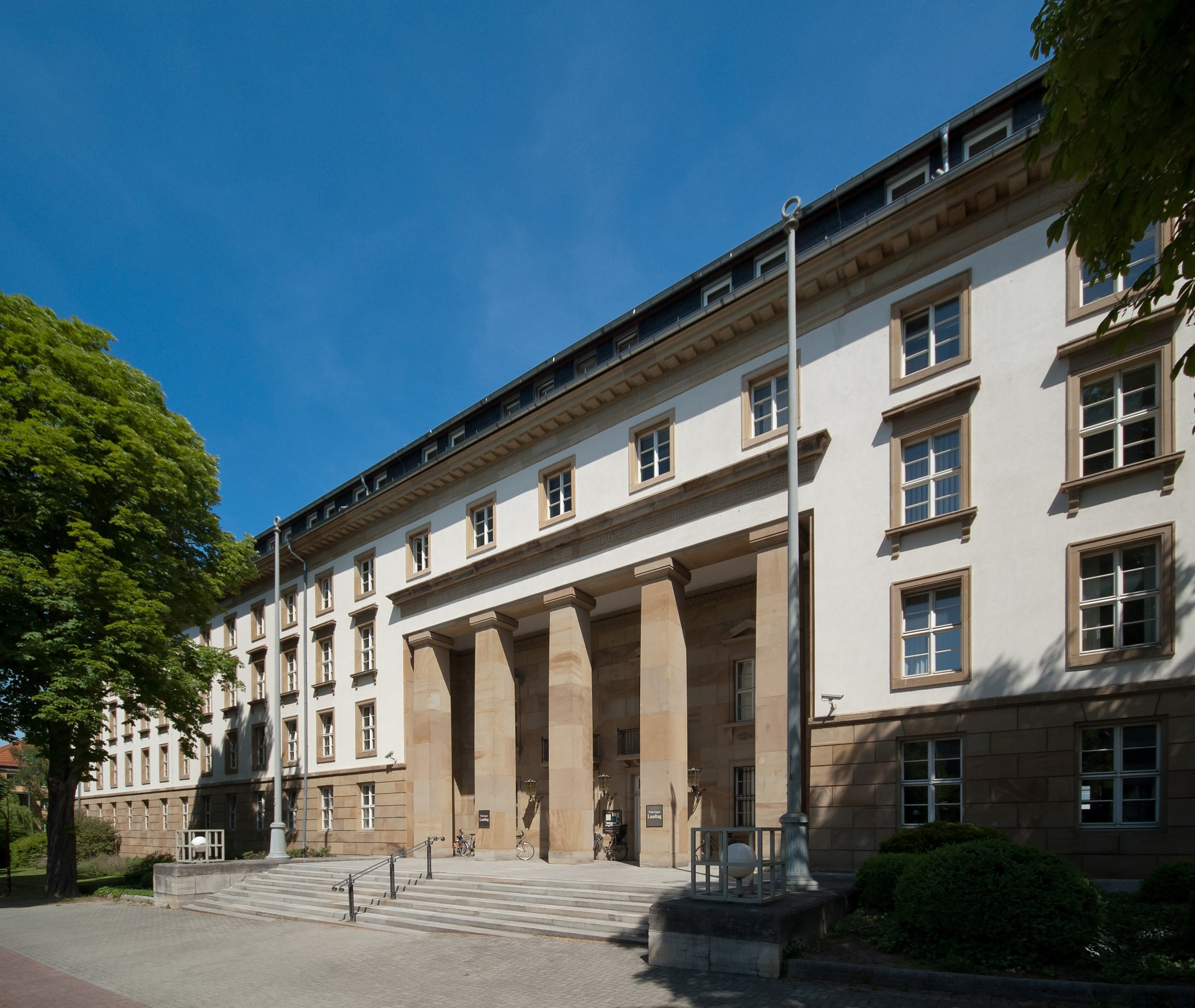
لندتگ تورینگن (جلو)

انتخابات هر پنج سال یکبار با استفاده از نظام نمایندگی نسبی-مختلط (MMP) برگزار می‌شود. آستانه انتخاباتی ۵ درصد از سهم رای برای دریافت هر کرسی برای ورود هر حزب به مجلس تعیین شده‌است. همه شهروندان آلمانی ۱۸ ساله یا بیشتر که در تورینگن زندگی می‌کنند در این انتخابات حق رای دارند.

## ترکیب فعلی
| حزب | حزب                         | کرسی‌ها  | رهبر ایالتی        |
| --- | --------------------------- | ------- | ------------------ |
|     | چپ                          | ۲۹ / ۹۰ | استفن دیتس         |
|     | آلترناتیو برای آلمان (AfD)  | ۲۲ / ۹۰ | بیورن هوکه         |
|     | اتحادیه دموکرات مسیحی (CDU) | ۲۱ / ۹۰ | ماریو فوگت         |
|     | حزب سوسیال دموکرات (SPD)    | ۸ / ۹۰  | ماتیاس هی          |
|     | حزب سبز (Grüne)             | ۵ / ۹۰  | آسترید روته بینلیچ |
|     | حزب دموکرات آزاد (FDP)      | ۵ / ۹۰  | توماس کمریچ        |

## ترکیب تاریخی

دوره اول
دوره دوم
دوره سوم.
دوره چهارم.
دوره پنجم.
دوره ششم.
دوره هفتم.